# 瓦莱加
瓦莱加是葡萄牙阿威罗区的一个堂区。总面积26.64平方公里，总人口6742人，人口密度253.1人/平方公里。